# Concerto d'amore (Il Guardiano del Faro)
Concerto d'Amore è il terzo album del musicista italiano Il Guardiano del Faro (Federico Monti Arduini), pubblicato da Polydor nel 1974.
L'album fu ristampato nel 1975 con il titolo Emmanuelle, copertina simile e una sola traccia differente: appunto il tema di Pierre Bachelet dalla colonna sonora del film Emmanuelle (1974) di Just Jaeckin, al posto del brano Concerto d'amore (finale).

## Tracce
Lato A
1. Someday Somewhere (strumentale) – 3:00 (musica: Stélios Vlavianós, Alec Rupen Contandinos)
2. Love's Theme (strumentale) – 4:05 (musica: Barry White)
3. The Way We Were (dal film «Come eravamo») (strumentale) – 3:00 (musica: Alan Bergman, Marilyn Bergman, Marvin Hamlisch)
4. Serpico (dal film omonimo) (strumentale) – 3:19 (musica: Mikīs Theodōrakīs)
5. The Entertainer (dal film «La stangata») (strumentale) – 3:00 (musica: Scott Joplin)

Lato B
1. Concerto d'amore (strumentale) – 3:35 (musica: Arfemo)
2. The Air That I Breathe (strumentale) – 3:41 (musica: Albert Hammond, Mike Hazelwood)
3. Così dolce (strumentale) – 2:30 (musica: Giulio Libano)
4. Sag Warum (strumentale) – 2:42 (musica: Harvey Philip Spector)
5. Killing Me Softly with His Song (strumentale) – 3:23 (musica: Charles Fox)
6. Concerto d'amore (Finale) (strumentale) – 2:42 (musica: Arfemo)